# 549. Grenadier-Division
Die 549. Grenadier-Division, später 549. Volksgrenadier-Division, war ein Großverband der Wehrmacht im Zweiten Weltkrieg.

## Geschichte
Die 549. Grenadier-Division wurde am 11. Juli 1944 im Wehrkreis XX, in welchem die Ersatztruppen des Wehrkreises II lagen, als sogenannte Sperrdivision in der 29. Aufstellungswelle aufgestellt. Im August 1944 war die Division in der Heeresgruppe Mitte bei der 3. Panzerarmee und kämpfte in Litauen. Hier blieb die Stationierung, aber im darauffolgenden Monat wechselte die Unterstellung innerhalb der Heeresgruppe Mitte unter die 4. Armee.
Am 9. Oktober 1944, wurde die Division in 549. Volksgrenadier-Division umbenannt. Die Umgruppierung sollte auf den Stand einer Division der 32. Aufstellungswelle erfolgen.

## 549. Volksgrenadier-Division
Die 549. Volksgrenadier-Division kämpfte bis Februar 1945 in Ostpreußen. Dort war sie anfangs weiterhin bei der 4. Armee innerhalb der Heeresgruppe Mitte. Von November 1944 bis Januar 1945 kam die Division wieder zur 3. Panzerarmee. Die Reste der 549. Volksgrenadier-Division wurden in der Heeresgruppe Nord der 4. Armee zugeteilt. Diese entkamen jedoch der Einschließung durch die Rote Armee unter sehr schweren Verlusten und gelangte nach Westpreußen. Hier wurden sie in der Heeresgruppe Weichsel der 2. Armee zur Verfügung gesetzt und wurden zur Auffrischung nach Pasewalk abtransportiert. Die Auffrischung erfolgte u. a. mit den Truppenresten der aufgelösten Infanterie-Division Denecke. Als Kampfgruppe kam die Division erneut zur 3. Panzerarmee und wurde an der Oderfront gegen die Rote Armee eingesetzt. Im Mai 1945 ging die Division in Mecklenburg in US-amerikanische Kriegsgefangenschaft.

## Gliederung Juli 1944
- Grenadier-Regiment 1097 mit zwei Bataillonen
- Grenadier-Regiment 1098 mit zwei Bataillonen
- Grenadier-Regiment 1099 mit zwei Bataillonen
- Artillerie-Regiment 1549 mit vier Abteilungen
- Divisions-Einheiten 1549, u. a. Füsilier-Kompanie 549

## Kommandeur
Kommandeur der Division war Oberst/Generalmajor/Generalleutnant Karl Jank.